# Salsola bottae
Salsola bottae är en amarantväxtart som först beskrevs av Hippolyte François Jaubert och Édouard Spach, och fick sitt nu gällande namn av Pierre Edmond Boissier. Salsola bottae ingår i släktet sodaörter, och familjen amarantväxter.

## Underarter
Arten delas in i följande underarter:
- S. b. farinulenta
- S. b. faurotii